# سيدني إل. جيمس
سيدني إل. جيمس (بالإنجليزية: Sidney James)‏ هو صحفي أمريكي، ولد في 1907، وتوفي في 11 مارس 2004.